# Roeien op de Olympische Zomerspelen 1956
Roeien is een van de sporten die beoefend werden tijdens de Olympische Zomerspelen 1956 in Melbourne.

## Heren

### skiff
| rang   | sporter            | land | tijd   |
| ------ | ------------------ | ---- | ------ |
| Goud   | Vjatsjeslav Ivanov | URS  | 8:02.5 |
| Zilver | Stuart Mackenzie   | AUS  | 8:07.7 |
| Brons  | John Kelly, Jr.    | USA  | 8:11.8 |
| 4      | Teodor Kocerka     | POL  | 8:12.9 |
| 5      | James Hill         | NZL  |        |
| 5      | Perica Vlašić      | YUG  |        |
| 7      | Klaus von Fersen   | EUA  |        |
| 7      | Stefano Martinoli  | ITA  |        |

### dubbel-twee
| rang   | sporters                            | land | tijd   |
| ------ | ----------------------------------- | ---- | ------ |
| Goud   | Aleksandr Berkoetov Joeri Tjoekalov | URS  | 7:24.0 |
| Zilver | Bernard Costello James Gardiner     | USA  | 7:32.2 |
| Brons  | Murray Riley Mervyn Wood            | AUS  | 7:37.4 |
| 4      | Thomas Schneider Kurt Hipper        | EUA  | 7:41.7 |
| 5      | Sidney Rand William Rand            | GBR  |        |
| 5      | Miguel Seijas Pablo Carvalho        | URU  |        |
| 7      | Albert Krajmer František Reich      | TCH  |        |
| 7      | Fernand Steenacker Henri Steenacker | BEL  |        |

### twee-zonder-stuurman
| rang   | sporters                         | land | tijd   |
| ------ | -------------------------------- | ---- | ------ |
| Goud   | James Fifer Duvall Hecht         | USA  | 7:55.4 |
| Zilver | Igor Boeldakov Viktor Ivanov     | URS  | 8:03.9 |
| Brons  | Josef Kloimstein Alfred Sageder  | AUT  | 8:11.6 |
| 4      | Peter Adrian Raper Maurice Grace | AUS  | 8:22.2 |
| 5      | Reginald Douglas Robert Parker   | NZL  |        |
| 5      | Helmut Sauermilch Claus Hess     | EUA  |        |
| 7      | Finn Pedersen Kjeld Østrøm       | DEN  |        |
| 7      | Alvaro Bianchi Maurizio Clerici  | ITA  |        |

### twee-met-stuurman
| rang   | sporters                                                               | land | tijd   |
| ------ | ---------------------------------------------------------------------- | ---- | ------ |
| Goud   | Arthur Ayrault Conn Findlay Armin Kurt Seiffert (stuurman)             | USA  | 8:26.1 |
| Zilver | Karl-Heinrich von Groddeck Horst Arndt Rainer Borkowsky (stuurman)     | EUA  | 8:29.2 |
| Brons  | Igor Jemtsjoek Georgi Zjilin Vladimir Petrov (stuurman)                | URS  | 8:31.0 |
| 4      | Henryk Jagodziński Zbigniew Schwarzer Berthold Mainka (stuurman)       | POL  | 8:31.5 |
| 5      | Livien Ven Antoine Ven Jacques van Thillo (stuurman)                   | BEL  |        |
| 5      | Robert Bruce Duncan Bruce Donald Dickson John Cockbill (stuurman)      | AUS  |        |
| 7      | Josef Kloimstein Alfred Sageder Franz König (stuurman)                 | AUT  |        |
| 7      | Juan Carmona Kopp Jorge Contreras Valck Eusebio Ojeda Monje (stuurman) | CHI  |        |

### vier-zonder-stuurman
| rang   | sporters                                                                   | land | tijd   |
| ------ | -------------------------------------------------------------------------- | ---- | ------ |
| Goud   | Archibald MacKinnon Lorne Loomer Walter D'Hondt Donald Arnold              | CAN  | 7:08.8 |
| Zilver | John Welchli John McKinlay Arthur McKinlay James McIntosh                  | USA  | 7:18.4 |
| Brons  | René Guissart Yves Delacour Gaston Mercier Guy Guillabert                  | FRA  | 7:20.9 |
| 4      | Giuseppe Moioli Attilio Cantoni Giovanni Zucchi Abbondio Marcelli          | ITA  | 7:22.5 |
| 5      | Leonid Sacharov Aleksandr Sjeff Nikolaj Karasjev Igor Ivanov               | URS  |        |
| 5      | Wilhelm Montag Horst Stobbe Gunther Kaschlun Manfred Fitze                 | EUA  |        |
| 7      | John Harrison Peter Evatt Geoffrey Williamson David Anderson               | AUS  |        |
| 7      | Kazimierz Błasiński Szczepan Grajczyk Zbigniew Paradowski Marian Nietupski | POL  |        |

### vier-met-stuurman
| rang   | sporters | land | tijd   |
| ------ | --- | ---- | ------ |
| Goud   | Alberto Winkler Romano Sgheiz Angelo Vanzin Franco Trincavelli Ivo Stefanoni (stuurman)                                   | ITA  | 7:19.4 |
| Zilver | Olaf Larsson Gösta Eriksson Ivar Aronsson Sven Evert Gunnarsson Bertil Göransson (stuurman)                               | SWE  | 7:22.4 |
| Brons  | Kauko Hänninen Reino Poutanen Veli Lehtelä Toimi Pitkänen Matti Niemi (stuurman)                                          | FIN  | 7:30.9 |
| 4      | Gordon Cowey Kevin McMahon Reginald Libbis Ian Allen John Jenkinson (stuurman)                                            | AUS  | 7:31.1 |
| 5      | Elo Tostenæs Mogens Frederik Sørensen Børge Hansen Tage Henning Grøndahl John Wilhelmsen (stuurman)                       | DEN  |        |
| 5      | Andrej Archipov Joeri Popov Valentin Zanin Jaroslav Tsjerstwij Anatoli Fetissov (stuurman)                                | URS  |        |
| 7      | James Michael Wynne Douglas Laird Turner James Arthur McMullen Ronald Edmond Cardwell Edward Anthony Masterson (stuurman) | USA  |        |
| 7      | Peter Lucas Ray Laurent Donald Leslie Gemmell Allan Ray Tong Colin Gordon Johnstone (stuurman)                            | NZL  |        |

### acht
| rang   | sporters | land | tijd   |
| ------ | --- | ---- | ------ |
| Goud   | Thomas Charlton David Wight John Cooke Donald Beer Caldwell Esselstyn Charles Grimes Richard Wailes Robert Morey William Becklean (stuurman)                               | USA  | 6:35.2 |
| Zilver | Philip Kueber Richard McClure Robert Wilson David Helliwell Donald Pretty William McKerlich Douglas McDonald Lawrence West Carlton Ogawa (stuurman)                        | CAN  | 6:37.1 |
| Brons  | Michael Aikman David Boykett Angus Benfield James Howden Garth Manton Walter Howell Adrian Monger Brian Doyle Harold Hewitt (stuurman)                                     | AUS  | 6:39.2 |
| 4      | Olof Larsson Lennart Andersson Kjell Hansson Rune Ivar Andersson Sture Lennart Hanson Gösta Eriksson Ivar Aronsson Sven Gunnarsson Bertil Göransson (stuurman)             | SWE  | 6:48.1 |
| 5      | Josef Věntus Eduard Antoch Ctibor Reiskup Jan Švéda Josef Švec Zdeněk Žára Jan Jindra Stanislav Lusk Miroslav Koranda (stuurman)                                           | TCH  |        |
| 5      | Ernest Verbin Boris Fjedorov Slava Amiragov Leonid Gissen Jevgeni Samsonov Anatoli Antonov Georgi Goesjtsjenko Vladimir Krjoekov Vladimir Pietrov (stuurman)               | URS  |        |
| 7      | Antonio Amato Salvatore Nuvoli Cosimo Teodoro Campiato Livio Tesconi Antonio Casuar Gian Carlo Casalini Sergio Tagliapietra Arrigo Menicocci Vincenzo Rubolotta (stuurman) | ITA  |        |
| 7      | Yozo Iwasaki Yasukuni Watanabe Sadahiro Sunaga Yoshiki Hiki Takashi Imamura Yasuhiko Takeda Masao Hara Junichi Kato Toshiji Eda (stuurman)                                 | JPN  |        |

## Medaillespiegel
| rang   | land               | goud | zilver | brons | totaal |
| ------ | ------------------ | ---- | ------ | ----- | ------ |
| 1      | Verenigde Staten   | 3    | 2      | 1     | 6      |
| 2      | Sovjet-Unie        | 2    | 1      | 1     | 4      |
| 3      | Canada             | 1    | 1      | 0     | 2      |
| 4      | Italië             | 1    | 0      | 0     | 1      |
| 5      | Australië          | 0    | 1      | 2     | 3      |
| 6      | Duits eenheidsteam | 0    | 1      | 0     | 1      |
| 6      | Zweden             | 0    | 1      | 0     | 1      |
| 8      | Finland            | 0    | 0      | 1     | 1      |
| 8      | Frankrijk          | 0    | 0      | 1     | 1      |
| 8      | Oostenrijk         | 0    | 0      | 1     | 1      |
| totaal | totaal             | 7    | 7      | 7     | 21     |